# Кадучі
Кадучі́ (тадж. Кадучӣ) — село у складі Хатлонської області Таджикистану. Адміністративний центр джамоату імені Мірзоалі Вайсова Восейського району.
Назва означає гарбузники.
Населення — 9961 особа (2010; 9925 в 2009, 6338 в 1979).
Національний склад станом на 1979 рік — таджики.
У селі діють 3 школи, інтернат, лікарня, 3 мечеті. Влітку 2012 року за кошти місцевих підприємців у селі було пробурено 2 свердловини та прокладено водопостачання до житлових будинків і установ соціальної сфери.
Через село проходить автошлях Р-25 Восе — Ховалінг.
У селі народився Тагай Хамідов, воїн-інтернаціоналіст, загинув у Афганістані 1980 року.